# Crella (Grayella) brasiliensis
Crella (Grayella) brasiliensis is een gewone sponsensoort uit de familie van de Crellidae. De wetenschappelijke naam van de soort is voor het eerst geldig gepubliceerd in 2011 door Moraes.